# Ohliger Zug
Der Ohliger Zug war eine Eisenerzgrube zwischen Biersdorf (Daaden) und Niederdreisbach im Landkreis Altenkirchen.

## Geschichte
Am 13. Juli 1868 fing man an der Betzdorfer Straße an, Eisenerz abzubauen. Bereits vier Jahre später, 1872, wurde eine Tiefbauanlage begonnen. Der 4 × 2 m große Schacht hatte später eine Teufe von 286 m. 1880 wurden ca. 11.000 t Brauneisenstein und 16.000 t Spateisenstein gefördert. Fünf Jahre später sank die Förderung auf insgesamt 18.995 t Eisenerz. 1907 wurde der Betrieb aufgrund nicht angetroffener abbauwürdiger Vorkommen geschlossen. Die Gesamtförderung liegt bei 550.000 t Eisenerz.
1910 konsolidierte die Grube mit den in der Nähe liegenden Gruben Vereinigung, Einheit und Kniffer. Einheit bestand seit 1851 und gehörte seit 1906 zu Füsseberg, hier wurden 1890 21.230 t Eisenerz und gesamt 565.474 t Eisenerz gefördert. 1922/23 fanden von der Herdorfer Grube Friedrich Wilhelm aus unter dem Ohliger Zug Untersuchungen auf Erzvorkommen statt, 1934 von Füsseberg. Diese waren jedoch negativ.